# Каноничи
Каноничи (укр. Каноничі) — село в Варашском районе Ровненской области Украины. Административный центр Каноничской сельской общины.
До 2020 года входило во Владимирецкий район.
Население по переписи 2001 года составляло 880 человек. Почтовый индекс — 34333. Телефонный код — 3634. Код КОАТУУ — 5620884901.